# Citoyenneté russe

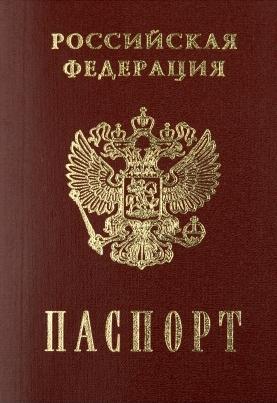
Passeport Russe

La citoyenneté de la fédération de Russie (en russe : Гражданство России) est principalement réglementée par l'article 6 de la Constitution qui renvoie à la législation fédérale ; en l’occurrence, la loi fédérale sur la citoyenneté de la fédération de Russie du 31 mai 2002, entrée en vigueur le 1er juillet de la même année. 
Vu que le peuple de la fédération de Russie est défini dans sa constitution comme multinational, le concept de citoyenneté prévaut en Russie sur celui de nationalité (au sens ethnique).
La citoyenneté s’acquiert généralement par la naissance du fait d'un parent russe.

## Citoyenneté et nationalité
En Europe occidentale (Suisse, France, Allemagne etc), tous les citoyens d’un État possèdent la même nationalité, synonyme d’appartenance à cet État. En Russie, en revanche, on distingue entre nationalité, c'est-à-dire le groupe ethnique, et citoyenneté.  Dans l’actuelle fédération de Russie il y a des citoyens russes de nationalité russe, des citoyens russes de nationalité tatare, ukrainienne, juive, arménienne, tchouvache etc . Et en dehors de la Russie vivent des citoyens d’autres pays (Lettonie, Ukraine, Moldavie ...) qui sont de nationalité russe. 
La citoyenneté est donc toujours russe, c'est-à-dire celle de la fédération de Russie, alors que les nationalités sont au nombre d'environ 160, d’après le recensement en 2002[réf. nécessaire]. L’indication de la « nationalité » (groupe ethnique) qui figurait dans les passeports soviétiques a disparu des passeports russes depuis l'indépendance.

## Enregistrement
Il incombe au citoyen de plus 14 ans de posséder un passeport de citoyen russe (passeport intérieur différent du passeport russe qui lui permet de voyager en dehors de la fédération) et d'enregistrer auprès de l'organe local du ministère de l'Intérieur son lieu de résidence, ainsi que celui de son séjour dépassant 90 jours, sauf les cas de séjour sur le territoire du même sujet de la fédération de Russie (celui de son domicile) ou du sujet adjacent (défini comme tel par la loi), à savoir Moscou et l'oblast de Moscou, Saint-Pétersbourg et l'oblast de Léningrad, Sébastopol et la république de Crimée,.

## Acquisition de la citoyenneté russe

### Acquisition à la naissance
Cette citoyenneté est obtenue à la naissance quand un des parents possède la citoyenneté russe ou a été naturalisé russe.

### Naturalisation
En Russie, la citoyenneté est régie par la « Loi fédérale sur la citoyenneté » du 31 mai 2002 dite N 62-FZ. Cette loi a été adoptée par la Douma d’État le 19 avril 2002.

## Passeport
Le passeport russe fait figurer en russe et en anglais les mentions suivantes : 
- type de document (passeport)
- État de délivrance (Russie)
- numéro du passeport
- nom de famille
- prénoms
- nationalité (fédération de Russie)
- numéro d'identification personnelle (facultatif)
- date de naissance
- lieu de naissance
- sexe
- date de délivrance
- date d'expiration
- autorité de délivrance